# UnixWare
UnixWare é um sistema operacional Unix mantido pelo SCO Group. Foi originalmente liberado pela Univel, uma joint-venture da Unix System Laboratories da AT&T(USL) e da Novell. Em Junho de 1993 a Novell adquiriu o USL e o código fonte UNIX System V da AT&T e formou o Novell Unix Systems Group.

## UnixWare na Novell
Por algum tempo no idos de 1990 a UnixWare foi um dos "três pilares" da estratégia de negócios a longo prazo da Novell, enquanto Ray Noorda estava nela, ele eram "NetWare, UnixWare e AppWare". ao mesmo tempo seu tradicional fonte de dinheiro, o NetWare, foi rapidamente substituído pelo servidores baseados no Windows NT, e Novell tentou diversificar. Durante este tempo o chefe executivo da Novell gastou muito do fundo de guerra da empresa para comprar suíte de produtos que a empresa poderia usar para "tirar do páreo" a Microsoft de ambos o mercado e das cortes. 
Foi sugerido que a estratégia era em parte influenciada devido a um desagrado pessoal de Bill Gates para o Chefe Noorda da Novell.
Não tendo nenhum progresso com o técnicamente interessante DR-DOS, aparece que Noorda viu no UnixWare uma maneira de “por um fim” no domínio do Windows, fornecendo a Novell um sistema operacional poderoso que poderia competir com o NT (que não estava ainda muito bem estabelecido), mas com uma longa história e consideravelmente mais testes. Houve uma tentativa de combinar NetWare e UnixWare para criar um único novo sistema conhecido como  SuperNOS (Network Operating System (Sistema Operacional para Rede)), que ofereceria aos usuários os serviços já conhecidos do trabalho em rede do NetWare, e quanto os colaboradores oferecendo a plataforma já bem conhecida de desenvolvimento do Unix. Embora Novell oferecesse um modo de que os terceiros escrevessem o código para NetWare, foi um árduo processo melhorar dramaticamente o UnixWare.
O UnixWare nunca teve realmente uma possibilidade vencer no mercado. No momento que ele estava começando a se amadurecer no fim de 1994, Noorda estava em processo de ser forçado a sair da Novell. Com sua partida a nova gerência decidiu recuperar o dinheiro perdido, ignorando e vendendo todas as aquisições que Noorda tinha feito nos anos precedentes. 

## O UnixWare na Santa Cruz Operation
A Novell vendeu UnixWare em 1995 para a Santa Cruz Operation. A SCO liberou a versão 2.1 e 7.x. A versão 7 em 1997 apresentou uma "mistura" do UnixWare 2 e o SCO OpenServer 5.

## O UnixWare na Caldera/SCO Group
O SCO vendeu os seus negócios baseados em Unix para Caldera Systems em 2001. A Caldera mudou seu no me para SCO Group em 2002, e este SCO Group é o atual proprietário do UnixWare.
O SCO Group liberou a versão UnixWare 7.1.2 com Linux compatibilidade binaria como OpenUNIX 8 (cf. OpenLinux) em 2 de Julho de 2001. A versão portanto restaurou o UnixWare nome e até o velho esquema de numeração: o próximo UnixWare liberado foi o 7.1.3 em Outubro de 2004. A atual versão é a 7.1.4 de maio de 2005.

## Linha do tempo do Unixware
| Ano  | Versão     | Empresa    | Codebase | Versão do núcleo | Descrição                                |
| ---- | ---------- | ---------- | -------- | ---------------- | ---------------------------------------- |
| 1991 | 1.0        | Univel     | SVR4.2   | 1                |                                          |
|      | 1.1        | Univel     |          | 1                |                                          |
| 1993 | 1.2        | Novell     |          | 1                |                                          |
|      | 1.3        | Novell     |          | 1                |                                          |
| 1995 | 2.0        | Novell     | SVR4.2MP | 2.1              |                                          |
| 1995 | 2.1        | Santa Cruz |          | 2.1              |                                          |
|      | 2.1.1      | Santa Cruz |          | 2.1.1            |                                          |
|      | 2.1.2      | Santa Cruz |          | 2.1.2            |                                          |
|      | 2.1.3      | Santa Cruz |          | 2.1.3            |                                          |
| 1997 | 7          | Santa Cruz | SVR5     | 7.0.1            | A "mistura" do UnixWare 2 e OpenServer 5 |
|      | 7.0.1      | Santa Cruz |          | 7.0.1            |                                          |
| 1999 | 7.1.0      | Santa Cruz |          | 7.1.0            |                                          |
| 2001 | 7.1.1      | Santa Cruz |          | 7.1.1            |                                          |
|      | OpenUNIX 8 | Caldera    |          | 7.1.2            |                                          |
| 2003 | 7.1.3      | SCO Group  |          | 7.1.3            |                                          |
| 2004 | 7.1.4      | SCO Group  |          | 7.1.4            |                                          |